# Guillaume VII d'Auvergne
Pour les articles homonymes, voir Guillaume VII.
Guillaume VII dit le Jeune ou le Grand (vers 1130-1169), est le comte légitime d'Auvergne à la mort de son père Robert III, en Palestine, vers 1147. 
Il est dépossédé d'une partie de ses biens par son oncle Guillaume VIII l'Ancien et ses descendants, ne pouvant plus porter le titre de comte, créeront le dauphiné d'Auvergne.

## Biographie
Guillaume VII est le fils de Robert III, comte d'Auvergne, qui meurt en 1147. Il épouse vers 1150, Marquise d'Albon de Viennois,. Ils ont pour enfant Robert IV Dauphin d'Auvergne, origine de la lignée des dauphins d'Auvergne.
Après une longue querelle avec son oncle Guillaume l'Ancien, le comté fut partagé vers 1155 et Guillaume VII rentra en possession de Rochefort-Montagne, Pontgibaud, Herment, Saint-Germain-Lembron, Champeix, de Vodable qui devint sa résidence. Ayant conservé le Velay, il est aussi comte du Puy.
Refusant de rendre le titre de comte, l'Auvergne aura deux comtes jusqu'à sa mort. Cependant, l'avenir sera en faveur de son oncle Guillaume l'Ancien, et les descendants de Guillaume le Jeune porteront les titres de Dauphins d'Auvergne et comtes de Clermont.
À la suite d'une plainte du doyen de l'église Saint-Julien de Brioude contre les deux comtes d'Auvergne, le roi Louis VII intervient en Auvergne et fait prisonnier Guillaume VII et son oncle. Le duc d'Aquitaine, qui est aussi le roi d'Angleterre Henri II Plantagenêt, est le suzerain des comtes d'Auvergne. Il se plaint au roi de France de l'arrestation de ses vassaux qui doivent être libérés en 1164 après avoir fait le serment de ne plus inquiéter les églises.
Le conflit entre le roi de France et le roi d'Angleterre en 1167 s'est prolongé en Auvergne par le conflit entre Guillaume VII qui a rendu hommage au Plantagenêt et Guillaume VIII qui a reporté son hommage à Louis VII après avoir refusé l'arbitrage d'Henri II.